# Matèria orgànica del sòl

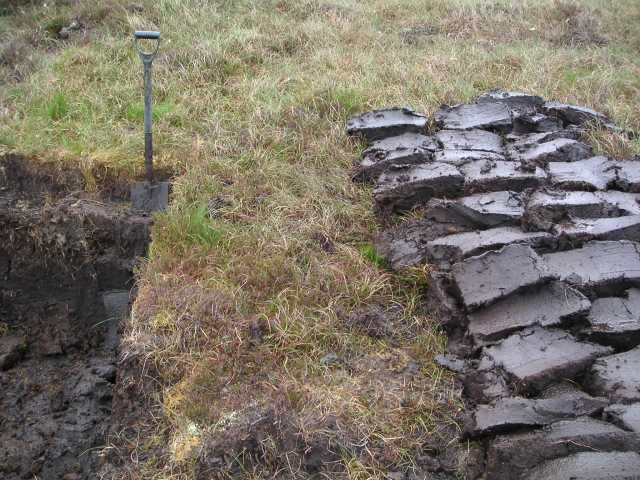
Torba

La matèria orgànica del sòl (SOM) és el component de matèria orgànica del sòl, que consisteix en detritus vegetals i animals en diferents estadis de descomposició, cèl·lules i teixits dels microbis del sòl i substàncies que sintetitzen els microbis del sòl. SOM proporciona nombrosos beneficis a les propietats físiques i químiques del sòl ia la seva capacitat per proporcionar serveis reguladors dels ecosistemes. SOM és especialment crític per a les funcions i la qualitat del sòl.
Els beneficis de SOM resulten d'una sèrie de factors complexos, interactius i edàfics; Una llista no exhaustiva d'aquests beneficis per a la funció del sòl inclou la millora de l'estructura del sòl, l'agregació, la retenció d'aigua, la biodiversitat del sòl, l'absorció i retenció de contaminants, la capacitat d'amortiment i el cicle i emmagatzematge de nutrients de les plantes. El SOM augmenta la fertilitat del sòl proporcionant llocs d'intercanvi catiònic i sent una reserva de nutrients vegetals, especialment nitrogen (N), fòsfor (P) i sofre (S), juntament amb micronutrients, que la mineralització del SOM allibera lentament. Com a tal, la quantitat de SOM i la fertilitat del sòl estan significativament correlacionades.
SOM també actua com a principal embornal i font de carboni del sòl (C). Tot i que el contingut de C del SOM varia considerablement, SOM normalment s'estima que conté un 58% de C, i sovint s'utilitza " carboni orgànic del sòl " (SOC) com a sinònim de SOM, amb el contingut de SOC mesurat sovint com a un proxy per a SOM. El sòl representa un dels embornals de C més grans de la Terra i és important en el cicle global del carboni i, per tant, per a la mitigació del canvi climàtic. Per tant, la dinàmica SOM/SOC i la capacitat dels sòls per proporcionar el servei ecosistèmic de segrest de carboni mitjançant la gestió de SOM han rebut una atenció considerable.
Es pot dividir en 3 gèneres: la biomassa viva de microbis, els detritus frescos i parcialment descompostos i l'humus. La brossa vegetal superficial, és a dir, els detritus vegetals frescos, generalment s'exclou del SOM.

## Composició
El contingut d'aigua de la majoria de detritus vegetals està entre el 60% i el 90%. La matèria seca està formada per matèria orgànica complexa que es compon principalment de carboni, oxigen i hidrogen. Tot i que aquests tres elements representen aproximadament el 92% del pes sec de la matèria orgànica del sòl, altres elements són molt importants per a la nutrició de les plantes, com ara nitrogen, fòsfor, potassi, sofre, calci, magnesi i molts micronutrients.
Els compostos orgànics dels detritus vegetals inclouen:
- Hidrats de carboni que es componen de carboni, hidrogen i oxigen i varien en complexitat des de sucres bastant simples fins a les grans molècules de cel·lulosa.

- Greixos que es componen de glicèrids d'àcids grassos, com el butíric, l'esteàric i l'oleic. També inclouen carboni, oxigen i hidrogen.

- Les lignines que són compostos complexos, formen les parts més antigues de la fusta i també estan compostes principalment per carboni, oxigen i hidrogen. Són resistents a la descomposició.

- Proteïnes que inclouen nitrogen a més de carboni, hidrogen i oxigen; i petites quantitats de sofre, ferro i fòsfor.[10]

- Carbó vegetal, que és carboni elemental que es deriva de la combustió incompleta de la matèria orgànica. És resistent a la descomposició.

## Descomposició
Els detritus vegetals en general no són solubles en aigua i, per tant, són inaccessibles a les plantes. Constitueix, tanmateix, la matèria primera de la qual deriven els nutrients vegetals. Els microbis del sòl el descomponen mitjançant processos bioquímics enzimàtics, obtenen l'energia necessària de la mateixa matèria i produeixen els compostos minerals que les arrels de les plantes poden absorbir. La descomposició de compostos orgànics específicament en compostos minerals, és a dir, inorgànics, s'anomena " mineralització ". Una part de la matèria orgànica no es mineralitza i es descompone en matèria orgànica estable que es denomina " humus ".
La descomposició dels compostos orgànics es produeix a ritmes molt diferents, segons la naturalesa del compost. El rànquing, des de les taxes ràpides fins a les lentes, és:
1. Sucres, midons i proteïnes simples

1. Proteïnes
2. Hemicel·lulosa
3. Cel·lulosa
4. Lignines i greixos

- Oxidació enzimàtica que produeix diòxid de carboni, aigua i calor. Afecta la majoria de la qüestió.
- Una sèrie de reaccions específiques allibera i mineralitza els elements essencials nitrogen, fòsfor i sofre.
- Els compostos resistents a l'acció microbiana es formen per modificació dels compostos originals o per síntesi microbiana de nous per produir humus.[10]

Els productes minerals són:
| Element  | Productes Minerals                                  |
| -------- | --------------------------------------------------- |
| Carboni  | CO ₂, CO ₃ 2−, HCO ₃ −, CH 4, C                     |
| Nitrogen | NH 4 +, NO ₂ −, NO ₃ −, N ₂ (gas), N ₂ O (gas)      |
| Sofre    | S, H ₂ S, SO ₃ 2−, SO 4 2−, CS ₂                    |
| Fòsfor   | H ₂ PO 4 −, HPO 4 2−                                |
| Altres   | H ₂ O, O ₂, H ₂, H +, OH −, K +, Ca 2+, Mg 2+, etc. |

## Identificació i classificació
Donada la gran variabilitat dels components de la matèria orgànica del sòl no és possible enquadrar-la en una definició sintètica i a la vegada exhaustiva. El carboni orgànic (o sigui en estat d'oxidació inferior a +4) és l'única propietat que identifica la matèria orgànica.
Formen part del conjunt de la matèria orgànica:
- La biomassa viva, animals, microorganismes, arrels, etc.
- La biomassa morta, residus de vegetació restes animals, etc.
- Matèria orgànica de naturalesa sintètica, plàstics, fàrmacs, adobs químics, etc.
- Humus, un heteropolímer producte de la reelaboració microbiana de la matèria orgànica descomposta a partir de compostos orgànics simples i nuclis de condensació aromàtics de baixa biodegradabilitat, aquests darrers derivats majoritàriament de la descomposició microbiana de la lignina.

### Classes de matèria orgànica

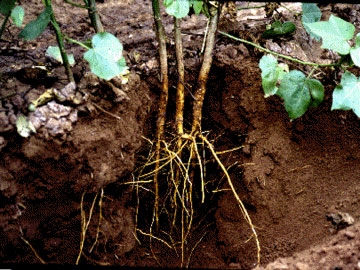
Les arrels pertanyen a la classe de l'èdafon.

La classificació segons classes és un enfocament més funcional, ja que examina l'evolució del cicle del carboni.
Hi ha quatre classes:
1. La primera classe és l'èdafon, és la matèria orgànica constituïda per la biomassa vivent en el sòl.
2. La segona classe és la constituïda per la biomassa morta.
- Als sòls forestals dominen els residus de la part aèria de la planta.

- A sòls naturals recoberts de vegetació prevalentment herbàcia (praderies) dominen els residus de les arrels especialment si hi dominen les plantes poàcies.

- A sòls agraris i a molta variabilitat, en general hi tenen un gran paper les arrels i, eventualment, els residus vegetals i altres materials orgànics incorporats amb el treball del terreny.

3. La tercera classe és la matèria orgànica en via de descomposició. El procés de descomposició és molt heterogeni i complex. En general encara es pot identificar el material orgànic del qual prové. Als sòls forestals s'identifiquen fàcilment els micelis dels fongs.
4. La quarta classe s'identifica amb l'humus, en altres paraules amb el producte final de la transformació que no conflueix en la mineralització, es distingeixen dues classes: 
- Humus estable: representat per l'humus lligat a la fracció mineral amb formació de complexos argilo-húmics;
- Humus làbil: per l'humus no incorporat a la fracció mineral.

Les quatre classes de la matèria orgànica són presents en tots el sòls on hi hagi un procés actiu de descomposició de la matèria orgànica i d'humificació.

## Humus i matèria orgànica
Com s'ha dit anteriorment, la matèria orgànica no s'identifica amb l'humus encara que sovint es facin servir els dos termes com sinònims.
L'humus representa la part de la matèria orgànica més activa des del punt de vista físic i químic, influencia una part notable de la química del sòl i està en estreta relació amb l'activitat biològica de l'absorció de nutrients del sòl. Sota l'aspecte ecològic l'humus representa una desviació reversible del cicle del carboni.